# Халсбрике
Халсбрике (њем. Halsbrücke) општина је у њемачкој савезној држави Саксонија. Једно је од 61 општинског средишта округа Средња Саксонија. Према процјени из 2010. у општини је живјело 5.479 становника. Посједује регионалну шифру (AGS) 14522240.

## Географски и демографски подаци
Халсбрике се налази у савезној држави Саксонија у округу Средња Саксонија. Општина се налази на надморској висини од 350 метара. Површина општине износи 41,1 km². У самом мјесту је, према процјени из 2010. године, живјело 5.479 становника. Просјечна густина становништва износи 133 становника/km².